# Martina Franca DOC
Die Bezeichnung Martina Franca DOC oder einfach nur Martina DOC steht für Weißweine und Schaumweine (Spumante) aus der süditalienischen Gemeinde Martina Franca in der Provinz Tarent (Valle d’Itria) in der Region Apulien. Die Weine haben seit 1969 eine geschützte Herkunftsbezeichnung (Denominazione di origine controllata – DOC), deren letzte Aktualisierung am 7. März 2014 veröffentlicht wurde.

## Anbaugebiet
Der Anbau ist innerhalb der Provinz Tarent gestattet in den Gemeinden Martina Franca, Crispiano und in Alberobello sowie in Teilen der Gemeinden von Ceglie Messapica und Ostuni.

## Erzeugung
Die Denomination Martina Franca sieht folgende Weintypen vor:
- Martina Franca: muss zu mindestens 50–65 % aus den Rebsorten Verdeca und mindestens 35–50 % Bianco d’Alessano hergestellt werden. Die Rebsorten Fiano, Bombino und/oder Malvasia bianca dürfen zu höchstens 5 % in der Cuvée enthalten sein.

## Beschreibung
Laut Denomination (Auszug):

### Martina Franca oder Martina
- Farbe: grünlich gelb oder hellgelb
- Geruch: weinig, zart, charakteristisch, angenehm
- Geschmack: trocken, zart
- Alkoholgehalt: mindestens 11,0 Vol.-%
- Säuregehalt: mind. 4,5 g/l
- Trockenextrakt: mind. 14,0 g/l

### Martina Franca Spumante
- Perlage: fein und anhaltend
- Farbe: gelb mit grünen Reflexen oder mehr oder weniger strohgelb bisweilen mit goldenen Reflexen
- Geruch: duftend, komplex, charakteristisch für Fermentation, angenehm
- Geschmack: frisch, fruchtig, fein, harmonisch, zart trocken bis lieblich
- Alkoholgehalt: mindestens 9,5 Vol.-%, mit einem Rest von mindestens 1,5 % potentiellem Alkoholgehalt
- Säuregehalt: mind. 4,5 g/l
- Trockenextrakt: mind. 14,0 g/l

## Sonstiges
Die jeweiligen Preisträger des Premio Bacco dei Borbone (Festival della Valle d’Itria) bekommen eine Auswahl von 100 Weinflaschen Martina Franca DOC vom Weingut Di Marco zuerkannt.